# Magnus Sibbersen
Magnus Sibbersen (20 de mayo de 2001) es un deportista danés que compite en piragüismo en la modalidad de aguas tranquilas. En los Juegos Europeos de Cracovia 2023 consiguió una medalla de  en la prueba de K2 200 m mixto.

## Palmarés internacional
| Juegos Europeos | Juegos Europeos    | Juegos Europeos  | Juegos Europeos |
| Año             | Lugar              | Medalla          | Competición     |
| --------------- | ------------------ | ---------------- | --------------- |
| 2023            | Cracovia (Polonia) | Medalla de plata | K2 200 m mixto  |